# 사루하시촌
사루하시촌(猿橋村)은 니가타현 기타칸바라군에 있던 촌이다.

## 역사
- 1889년 4월 1일 - 정촌제 시행에 의해 기타칸바라군 사루하시촌이 성립하였다.
- 1943년 5월 10일 - 기타칸바라군 시바타정에 편입되어 소멸하였다.

## 참고문헌
- 『市町村名変遷辞典』東京堂出版、1990年。